# Železniška postaja Zidani Most
Železniška postaja Zidani Most je ena izmed pomembnejših železniških postaj v Sloveniji, ki oskrbuje bližnje naselje Zidani Most.

## Storitve
- Prodaja vozovnic
- Informacije
- Čakalnica
- WC sanitarije
- Parkirišče